# Grand Prix Abú Zabí 2015
Grand Prix Abú Zabí 2015 (oficiálně 2015 Formula 1 Etihad Airways Abu Dhabi Grand Prix) se jela na okruhu Yas Marina, v emirátu Abú Zabí ve Spojených arabských emirátech dne 29. listopadu 2015. Závod byl devatenáctým a zároveň posledním v pořadí v sezóně 2015 šampionátu Formule 1.

## Kvalifikace
| Poř.                        | No. | Jezdec           | Konstruktér             | Časy v kvalifikaci | Časy v kvalifikaci | Časy v kvalifikaci | Pořadí na startu |
| Poř.                        | No. | Jezdec           | Konstruktér             | Q1                 | Q2                 | Q3                 | Pořadí na startu |
| --------------------------- | --- | ---------------- | ----------------------- | ------------------ | ------------------ | ------------------ | ---------------- |
| 1                           | 6   | Nico Rosberg     | Mercedes                | 1:41.111           | 1:40.979           | 1:40.237           | 1                |
| 2                           | 44  | Lewis Hamilton   | Mercedes                | 1:40.974           | 1:40.758           | 1:40.614           | 2                |
| 3                           | 7   | Kimi Räikkönen   | Ferrari                 | 1:42.500           | 1:41.612           | 1:41.051           | 3                |
| 4                           | 11  | Sergio Pérez     | Force India-Mercedes    | 1:41.983           | 1:41.560           | 1:41.184           | 4                |
| 5                           | 3   | Daniel Ricciardo | Red Bull Racing-Renault | 1:42.275           | 1:41.830           | 1:41.444           | 5                |
| 6                           | 77  | Valtteri Bottas  | Williams-Mercedes       | 1:42.608           | 1:41.868           | 1:41.656           | 6                |
| 7                           | 27  | Nico Hülkenberg  | Force India-Mercedes    | 1:41.996           | 1:41.925           | 1:41.686           | 7                |
| 8                           | 19  | Felipe Massa     | Williams-Mercedes       | 1:42.303           | 1:42.349           | 1:41.759           | 8                |
| 9                           | 26  | Daniil Kvjat     | Red Bull Racing-Renault | 1:42.540           | 1:42.328           | 1:41.933           | 9                |
| 10                          | 55  | Carlos Sainz Jr. | Toro Rosso-Renault      | 1:42.911           | 1:42.482           | 1:42.708           | 10               |
| 11                          | 33  | Max Verstappen   | Toro Rosso-Renault      | 1:42.889           | 1:42.521           |                    | 11               |
| 12                          | 22  | Jenson Button    | McLaren-Honda           | 1:42.570           | 1:42.668           |                    | 12               |
| 13                          | 13  | Pastor Maldonado | Lotus-Mercedes          | 1:42.929           | 1:42.807           |                    | 13               |
| 14                          | 12  | Felipe Nasr      | Sauber-Ferrari          | 1:42.896           | 1:43.614           |                    | 14               |
| 15                          | 8   | Romain Grosjean  | Lotus-Mercedes          | 1:42.585           | Bez času           |                    | 18               |
| 16                          | 5   | Sebastian Vettel | Ferrari                 | 1:42.941           |                    |                    | 15               |
| 17                          | 14  | Fernando Alonso  | McLaren-Honda           | 1:43.187           |                    |                    | 16               |
| 18                          | 9   | Marcus Ericsson  | Sauber-Ferrari          | 1:43.838           |                    |                    | 17               |
| 19                          | 28  | Will Stevens     | MRT-Ferrari             | 1:46.297           |                    |                    | 19               |
| 20                          | 98  | Roberto Merhi    | MRT-Ferrari             | 1:47.434           |                    |                    | PL               |
| 107 % času vítěze: 1:48.291 |     |                  |                         |                    |                    |                    |                  |
| Zdroj:                      |     |                  |                         |                    |                    |                    |                  |

Poznámky
1. ↑  Romain Grosjean obdržel trest posunu o 5 míst vzad za neplánovanou výměnu převodovky.
2. ↑  Will Stevens obdržel trest posunu o 5 míst vzad za výměnu elektroniky.
3. ↑  Roberto Merhi musel startovat z boxové uličky, protože jeho auto bylo upraveno v podmínkách Parc Fermé.

## Závod
| Poř.   | No. | Jezdec           | Konstruktér             | Počet kol | Čas/Odstoupení | Pořadí na startu | Body |
| ------ | --- | ---------------- | ----------------------- | --------- | -------------- | ---------------- | ---- |
| 1      | 6   | Nico Rosberg     | Mercedes                | 55        | 1:38:30.175    | 1                | 25   |
| 2      | 44  | Lewis Hamilton   | Mercedes                | 55        | +8.271         | 2                | 18   |
| 3      | 7   | Kimi Räikkönen   | Ferrari                 | 55        | +19.430        | 3                | 15   |
| 4      | 5   | Sebastian Vettel | Ferrari                 | 55        | +43.735        | 15               | 12   |
| 5      | 11  | Sergio Pérez     | Force India-Mercedes    | 55        | +1:03.952      | 4                | 10   |
| 6      | 3   | Daniel Ricciardo | Red Bull Racing-Renault | 55        | +1:05.010      | 5                | 8    |
| 7      | 27  | Nico Hülkenberg  | Force India-Mercedes    | 55        | +1:33.618      | 7                | 6    |
| 8      | 19  | Felipe Massa     | Williams-Mercedes       | 55        | +1:37.751      | 8                | 4    |
| 9      | 8   | Romain Grosjean  | Lotus-Mercedes          | 55        | +1:38.201      | 18               | 2    |
| 10     | 26  | Daniil Kvjat     | Red Bull Racing-Renault | 55        | +1:42.371      | 9                | 1    |
| 11     | 55  | Carlos Sainz Jr. | Toro Rosso-Renault      | 55        | +1:43.525      | 10               |      |
| 12     | 22  | Jenson Button    | McLaren-Honda           | 54        | +1 kolo        | 12               |      |
| 13     | 77  | Valtteri Bottas  | Williams-Mercedes       | 54        | +1 kolo        | 6                |      |
| 14     | 9   | Marcus Ericsson  | Sauber-Ferrari          | 54        | +1 kolo        | 17               |      |
| 15     | 12  | Felipe Nasr      | Sauber-Ferrari          | 54        | +1 kolo        | 14               |      |
| 16     | 33  | Max Verstappen   | Toro Rosso-Renault      | 54        | +1 kolo        | 11               |      |
| 17     | 14  | Fernando Alonso  | McLaren-Honda           | 53        | +2 kola        | 16               |      |
| 18     | 28  | Will Stevens     | MRT-Ferrari             | 53        | +2 kola        | 19               |      |
| 19     | 98  | Roberto Merhi    | MRT-Ferrari             | 52        | +3 kola        | PL               |      |
| Ret    | 13  | Pastor Maldonado | Lotus-Mercedes          | 0         | Kolize         | 13               |      |
| Zdroj: |     |                  |                         |           |                |                  |      |

Poznámky
1. ↑  Max Verstappen obdržel trest přičtení 25 sekund k času v cíli - 5 sekund za vyjetí mimo trať a získání výhody a 20 sekund za ignorování modrých vlajek.

## Konečné pořadí šampionátu
- Tučně je vyznačen jezdec a tým, který získal titul v Poháru jezdců nebo konstruktérů.

Pohár jezdců
|   | Pořadí | Jezdec           | Body |
| - | ------ | ---------------- | ---- |
|   | 1      | Lewis Hamilton   | 381  |
|   | 2      | Nico Rosberg     | 322  |
|   | 3      | Sebastian Vettel | 278  |
| 1 | 4      | Kimi Räikkönen   | 150  |
| 1 | 5      | Valtteri Bottas  | 136  |

Pohár konstruktérů
|  | Pořadí | Konstruktér             | Body |
|  | ------ | ----------------------- | ---- |
|  | 1      | Mercedes                | 703  |
|  | 2      | Ferrari                 | 428  |
|  | 3      | Williams-Mercedes       | 257  |
|  | 4      | Red Bull Racing-Renault | 187  |
|  | 5      | Force India-Mercedes    | 136  |